# (7809) 1979 ML1
(7809) 1979 ML1 (1979 ML1, 1990 RY8) — астероїд головного поясу, відкритий 25 червня 1979 року.
Тіссеранів параметр щодо Юпітера — 3.543.